# مداخله به رهبری آمریکا در عراق (۲۰۱۴–۲۰۲۱)
در ۱۵ ژوئن ۲۰۱۴، باراک اوباما، رئیس‌جمهور آمریکا، در پاسخ به حمله ۲۰۱۴ به شمال عراق توسط داعش، دستور اعزام نیروهای آمریکایی را به عنوان بخشی از عملیات عزم راسخ داد. به دعوت دولت عراق، نیروهای آمریکایی، برای ارزیابی نیروهای عراق و تهدید داعش، اعزام شدند.
در اوایل اوت ۲۰۱۴، داعش، حملات خود به شمال عراق را آغاز کرد. در ۵ اوت، ایالات متحده، تسلیح نیروهای پیشمرگه و در ۸ اوت، حملات هوایی علیه مواضع داعش در عراق را شروع کرد. ۹ کشور دیگر نیز کم‌وبیش در هماهنگی با نیروهای زمینی کردها و دولت عراق، حملات هوایی علیه داعش را آغاز کردند. تا دسامبر ۲۰۱۷، داعش، پس از عملیات غرب عراق در سال ۲۰۱۷، هیچ قلمرویی در عراق نداشت.
علاوه بر مداخله مستقیم نظامی، ائتلاف به رهبری آمریکا، از طریق آموزش، اطلاعات و پرسنل، پشتیبانی گسترده‌ای از نیروهای امنیتی عراق کرد. هزینه کل حمایت ائتلاف از نیروهای امنیتی عراق تا مارس ۲۰۱۹، به استثنای عملیات نظامی مستقیم، به طور رسمی، ۳٫۵ میلیارد دلار اعلام شد. ۱۸۹۰۰۰ سرباز و افسر پلیس عراقی از نیروهای ائتلاف آموزش دیدند.
علیرغم مخالفت‌های آمریکا، مجلس عراق، در ژانویه ۲۰۲۰، پس از کشته شدن معاون فرمانده یگان‌های حشد شعبی عراق، ابومهدی المهندس و فرمانده نیروی قدس سپاه پاسداران انقلاب اسلامی، قاسم سلیمانی، در حمله هوایی آمریکا، از نیروهای آمریکایی خواست تا عقب‌نشینی کنند. همچنین اعلام شد که بریتانیا و آلمان، تعداد نیروهای خود را در عراق نیز کاهش می‌دهند. بریتانیا، علاوه بر خروج برخی از نیروهای خود، متعهد شد تا در صورت درخواست دولت فدرال عراق، به طور کامل، از عراق خارج شود. آلمان نیز، پایگاه‌های خود را در بغداد و کمپ تاجی، به‌طور موقت، کم کرد. پس از آن، کانادا نیز با انتقال برخی از نیروهای مستقر در عراق، به کویت، به خروج ائتلاف پیوست اما نیروهای فرانسوی و استرالیایی مستقر در این کشور با عقب‌نشینی، مخالفت کردند. سازمان ملل، در اوت ۲۰۲۰، تخمین زد که بیش از ۱۰۰۰۰ جنگجوی داعش در عراق و سوریه باقی مانده‌اند.
ائتلاف، رسماً مأموریت رزمی خود در عراق را در دسامبر ۲۰۲۱ به پایان رساند اما نیروهای آمریکایی برای مشاوره، آموزش و کمک به نیروهای امنیتی عراق علیه شورش داعش، از جمله ارائه پشتیبانی هوایی و کمک‌های نظامی، در عراق باقی مانده‌اند.